# 오 템푸 낭 파라
《오 템푸 너웅 파라》(포르투갈어: O Tempo não Para)는 2018년 방영된 브라질의 텔레노벨라이다.